# 중심각

표시된 부채꼴에서 각 AOB는 부채꼴 AOB의 중심각이다.

기하학에서 중심각은 원의 중심과 원 위의 서로 다른 두 점을 연결했을 때, 두 반지름이 이루는 각도이다.
원 O에서 호 AB와 두 반지름 OA, OB로 이루어진 도형을 부채꼴 AOB라고 한다. 부채꼴 AOB에서 ∠AOB를 호 AB에 대한 중심각 또는 부채꼴 AOB의 중심각이라고 한다.
중심각 {\displaystyle \theta } 의 크기는 {\displaystyle 0^{\circ }<\theta <360^{\circ }} 또는 라디안으로 표기했을 때 {\displaystyle 0<\theta <\pi }이다. 두 반지름이 이루는 각은 열각({\displaystyle <180^{\circ }})과 우각({\displaystyle >180^{\circ }})의 두 가지가 존재하므로, 중심각을 정의할 때는 열각과 우각 중 어느 쪽인지를 분명히 해야 한다.

## 정다각형의 중심각
변의 개수가 {\displaystyle n}인 정다각형은 외접원에 모든 꼭짓점이 놓여 있으며, 외접원의 중심이 다각형의 중심이다. 정다각형의 중심각은 인접한 두 꼭짓점과 원의 중심을 연결한 반지름이 이루는 각이며 그 크기는 {\displaystyle 2\pi /n}이다.

## 같이 보기
- 현
- 원주각

## 참고 자료
1. ↑  김원경 외. 《중학교 수학 1》. 비상. 198쪽. ISBN 979-11-622707-3-8.